# Bogdan-Daniel Deac

Bogdan-Daniel Deac (Râmnicu Vâlcea, 8 ottobre 2001) è uno scacchista rumeno, grande maestro.
In novembre 2014 era diventato, all'età di 12 anni, 10 mesi e 15 giorni, il più giovane maestro internazionale di sempre. 
Nel settembre 2022 raggiunge quota 2710 punti Elo FIDE, entrando nel novero informale dei cosiddetti Super GM.

## Carriera
Ha ottenuto la terza norma di Grande maestro il 4 giugno 2016 nel torneo di Zalakaros in Ungheria, all'età di 14 anni, 7 mesi e 27 giorni. La prima e seconda norma le ottenne rispettivamente nell'open di Zalakaros del 2015 e nell'open di Graz del 2016. Il titolo è stato ratificato dalla FIDE in settembre dello stesso anno. In settembre 2016 ha partecipato con la nazionale rumena alle Olimpiadi di Baku, realizzando 7 punti su 10 in terza scacchiera.
Nel 2021 in luglio partecipa alla Coppa del Mondo di Soči, dove viene eliminato al secondo turno dal grande maestro russo Grigorij Oparin . In settembre partecipa al FIDE Grand Swiss a Riga, dove totalizza 7 punti su 11. È quarto a pari merito con altri dodici giocatori, ma risulterà quindicesimo, avendo il penultimo punteggio di spareggio tecnico Buchholz.
Nel 2022 in luglio si classifica secondo al Festival di Dortmund a mezzo punto da Pavel Eljanov, con il punteggio di 4 su 6. In agosto partecipa alle Olimpiadi di Chennai con la rappresentativa rumena. Ottiene, con il punteggio di 7 su 9, la decima prestazione individuale in prima scacchiera. La Romania si classificherà invece al quarantaquattresimo posto.
Nel 2023 in giugno è sconfitto negli spareggi rapidi per la vittoria del torneo di Praga, da Ray Robson. In agosto si qualifica al terzo turno della Coppa del Mondo di scacchi 2023, poi perde dall'indiano Nihal Sarin.
Nel dicembre 2023 è 3° a Zagabria al Campionato europeo rapid con 9 punti su 11, superato per mezzo punto da Aleksej Sarana e per spareggio tecnico Haik Martirosyan .
Nel marzo 2024 vince il torneo Reykjavík Open imbattuto con 7,5/9.